# Ernst August Müller-Hain
Ernst August Müller-Hain (* 7. Dezember 1896 in Berlin; † 21. März 1970 in Hain) war ein deutscher Maler und Grafiker.

## Leben und Werk
Ernst August Müller studierte in der Fachklasse von Emil Doepler dem Jüngeren an der Unterrichtsanstalt des Kunstgewerbemuseums Berlin. Danach war er als Illustrator, Gebrauchsgrafiker und Zeitschriftengestalter im Künstler-Atelier eines Berliner Großverlags tätig.
Er nahm dann als Soldat der Wehrmacht am Zweiten Weltkrieg teil.
Weil seine Berliner Wohnung durch Bomben zerstört worden war, zog er 1945 nach Hain, wo er als freischaffender Künstler arbeitete. Den Namen des Orts fügte er seinem Familiennamen zu. Müller-Hain wurde Mitglied des Verbands Bildender Künstler der DDR.
Der Bildindex der Kunst & Architektur nennt vier seiner Bilder als Exponate der Dritten Deutschen Kunstausstellung in Dresden 1953. Der Katalog der Ausstellung weist Müller-Hain jedoch nicht aus. Es ist zu vermuten, dass er die Bilder eingereicht hatte, sie aber nicht berücksichtigt wurden.

## Werke
- Thüringer Festwiese (Öl, 1952)[1]
- Herbststillleben (Gouache, 1952)[2]
- Birnbaum in Blüte (Tempera, Pastell, 1952)[3]
- Alte Weide (Aquarell, 1951)[4]